# 국제 신문 편집자 협회
국제 신문 편집자 협회(영어: International Press Institute, IPI)는 언론 매체 자유를 위한 범 세계적인 조직으로 편집자, 언론 매체 관리자와 선도 언론인의 국제 협력 단체다.
언론 자유를 수호 확대하고, 의견과 표현의 자유를 보호하고, 새 소식과 정보의 자유로운 유통을 증진시키고 언론 실천을 개선하는데 힘을 쏟는다.
그러나 가장 악명 높았던 박정희 전대통령의 군사 독재 시절과 전두환 전대통령의 군사 독재시절에도 대한민국을 언론 선진국으로 평가를 했으며 , 2001년에는 언론사 세무조사를 이유로, 2007년에도 《언론감시 대상국》으로 지정하여 신뢰도의 의심을 받고 있다.
원래는 국제신문협회 등으로 번역했으나, 이후 방송인들이 많이 참여하게 되자 최근에는 국제 언론인 협회 (국제언론협회) 로 많이 부른다.

## 역사
1950년 10월 세계 15개 나라에서 모인 34명의 편집자들이 뉴욕의 컬럼비아 대학교에서 모여 언론 자유를 증진시키고 보호하며 언론 실천을 개선하는데 힘을 쏟는 국제 기구를 만들었다.
이 생각은 제2차 세계대전의 여파였는데, 자유 언론이 좀 더 나은 세상을 만들 수 있는데 헌신 할 수 있다는 믿음에 바탕을 두었다.
2011년 현재 120개국 이상의 회원국이 참여하는 국제 조직으로 발전했다.

## 대한민국과 관계
국제언론인협회는 언론 탄압으로 악명 높았던 긴급조치 9호가 발동되었던 유신 말기에도 한국을 ‘언론 선진국’으로 분류했으며, 1981년 9월 22일 청와대에서 전두환 전 대통령과 만난 뒤 한국을 ‘언론자유 선진국’으로 평가했다.
2001년 10월 국제언론인협회는 프랑스 파리서 열린 이사회에서 대한민국을 ‘언론자유 억압 감시대상국’ 명단에 올렸다.
한국 정부가 언론사에 대한 부당한 세무조사와 일부 언론사주 구속 을 통해 언론을 탄압하고 언론자유를 훼손하고 있다고 주장했다. 반면 국제기자연맹(IFJ)은 한국 정부가 조세 관련법을 부당하게 이용해 언론을 탄압한 증거가 없으며, 한국 언론은 일반적 언론자유를 보장받고 있다면서 언론자유 와 언론기업 소유주 이익을 혼동하면 언론자유가 손상될 수 있다고 반박한 바 있다.
2007년 국제 언론인 협회는 대한민국 정부의 취재 지원 시스템 선진화 방안에 대해 우려를 담은 서한을 보냈으며, 참여정부는 2007년 6월 12일 한국정부의 노력에 대한 공정한 평가를 요구하는 반박서한을 보내는 등 보수적 성향의 국제언론단체로 평가받았다.
반면 2008년 “프레스 프렌들리 정책”을 채택한 이명박 정부에 대해 적극 환영을 표했다. 2008년 4월 30일 국제언론인협회는 이명박 대통령의 취임 이후 대한민국의 언론 상황이 개선됐음을 환영하는 성명서를 발표했다.
또한 2009년 언론인 체포와 구속에 대해 국제기자연맹(IFJ)과 국제앰네스티까지 언론인 체포·구속 사건과 관련해 언론의 독립성을 위협하는 사건이라고 지적하면서 언론의 독립과 나아가 민주주의의 후퇴까지 염려했지만, 국제언론인협회는 어떤 논평도 하지 않았다. 또한 2010년 5월 17일 "UN 의사·표현의 자유 특별보고관" 프랑크 라 뤼의 실태조사에 국가정보원이 특별보고관을 미행하며 감시한 사건에 대해서도 어떠한 논평도 하지 않았다.
2011년 1월 현재 국제언론인협회의 대한민국 관련 과거 자료는 모두 삭제되어 있다.

### IPI 한국위원회
2001년을 기준으로 IPI 한국위원회의 명단은 다음과 같다.
- 위원장: 방상훈(조선일보 사장)
- 부위원장(2명): 윤세영(SBS 회장) 홍석현(중앙일보 회장)
- 이사(17명)

김경철(KH내외경제 사장)
권호경(CBS 사장)
김근(연합뉴스 사장)
현소환(IPI 종신회원)
김대성(제주일보 사장) 김상훈(부산일보 사장) 김성열(동아일보 고문) 김종태(광주일보 회장) 박권상(KBS 사장) 송병준(세계일보 사장) 오명(동아일보 회장) 윤종서(대전일보 사장) 장재국(한국일보 회장) 장준봉(경향신문 사장) 조희준(스포츠투데이 회장) 최승익(강원일보 사장) 최학래(한겨레 사장)
- 감사(2명):

김영용(한국경제신문 사장)
장대환(매일경제신문 사장)
- 회원(25명):

금창태(중앙일보 부회장)
고제철(광주매일 회장)
노승숙(국민일보 사장)
김대중(조선일보 주필·이사)
김영일(국민일보 회장)
김재호(동아일보 전무)
김정국(문화일보 사장) 김명수(경인일보 사장) 김영렬(서울경제신문 사장) 김중배(MBC 사장) 김학준(동아일보 사장) 박명훈(경향신문 편집국장) 백인호(YTN 사장) 서창훈(전북일보 사장) 신화수(인천일보 사장) 송도균(SBS 사장) 안병훈(조선일보 부사장) 안형순(강원도민일보 사장) 엄기영(문화방송 보도본부장) 이제훈(중앙일보 사장) 장재근(한국일보 부회장) 전만길(대한매일신보 사장)
전병채(KBS 보도본부장)
정재완(매일신문 사장)
최우석(조선일보 기자)
- 준회원: 김용술(한국언론재단 이사장)
- 사무국장: 최승우(조선일보 기자)

## 최근 활동
2010년 9월 12일 오스트리아 빈에서 열린 2010 세계대회와 총회에 참가한 한국대표단은 다음과 같다.
- 현소환 IPI 본부이사
- 박정찬 연합뉴스 사장
- 이병규 문화일보 사장
- 최맹호 동아일보 부사장
- 이후혁 대구일보 부사장
- 권문한 한국신문협회 사무총장

## 같이 보기
- 국경 없는 기자회
- 국제기자연맹